# Christoph Gertner von Gartenberg
Christoph Gertner von Gartenberg (* 1626 in Großbuch; † 13. Januar 1689) war ein deutscher Jurist und Sprachlehrer des schwedischen Königs.

## Leben
Christoph Gertner wurde als Sohn des Predigers Johann Gertner geboren. Er besuchte die humanistische Thomasschule zu Leipzig. Wegen der Unruhen im Dreißigjährigen Krieg studierte er Philologie bei Valentin Thilo den Jüngeren und Simon Dach an der Albertina Königsberg. Er wurde Lizenziat der Rechte. Danach referierte er zu philologischen Themen in Erfurt. Er reiste nach Frankreich, England und Holland. Außerdem war er für einige Zeit Lohnempfänger beim spanischen Militär. Später wirkte er als Sprachlehrer König Karls XI. von Schweden. Ab 1672 war er königlicher Staatssekretär und Regierungsrat von Livland. 1677 erwarb er vom Kommerzdirektor Roger Niederhos ein Rittergut in Livland. Eine Krankheit drängte ihn in den Ruhestand. Der schwedische König sorgte sich um eine Pension und adelte ihn.

## Werke
- Christopheri Gertneri a Gartenberg Epistolarum Familiarum ad diversos centuriae Decem, 1680